# Notylia
Notylia är ett släkte av orkidéer. Notylia ingår i familjen orkidéer.

## Bildgalleri

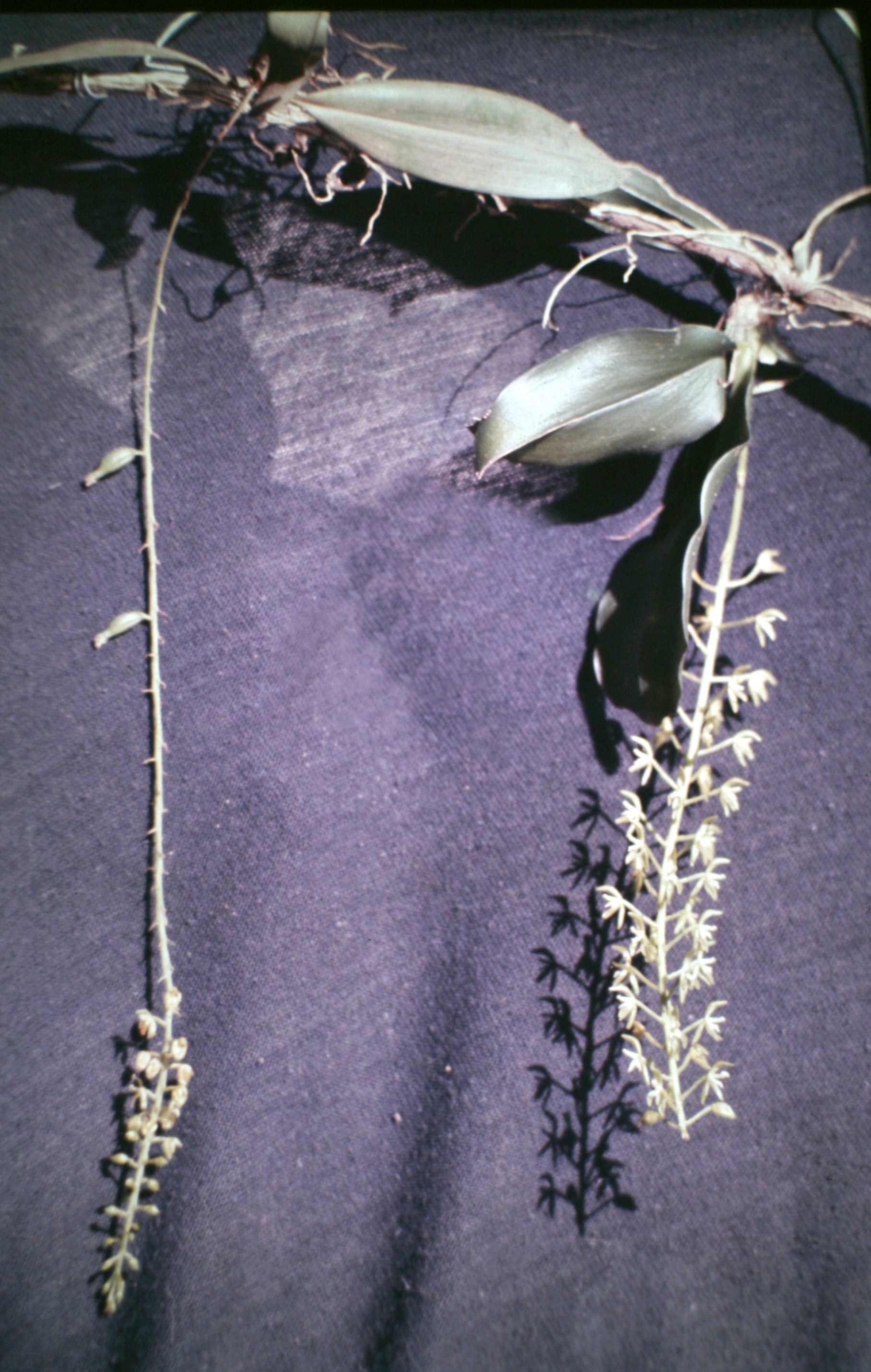
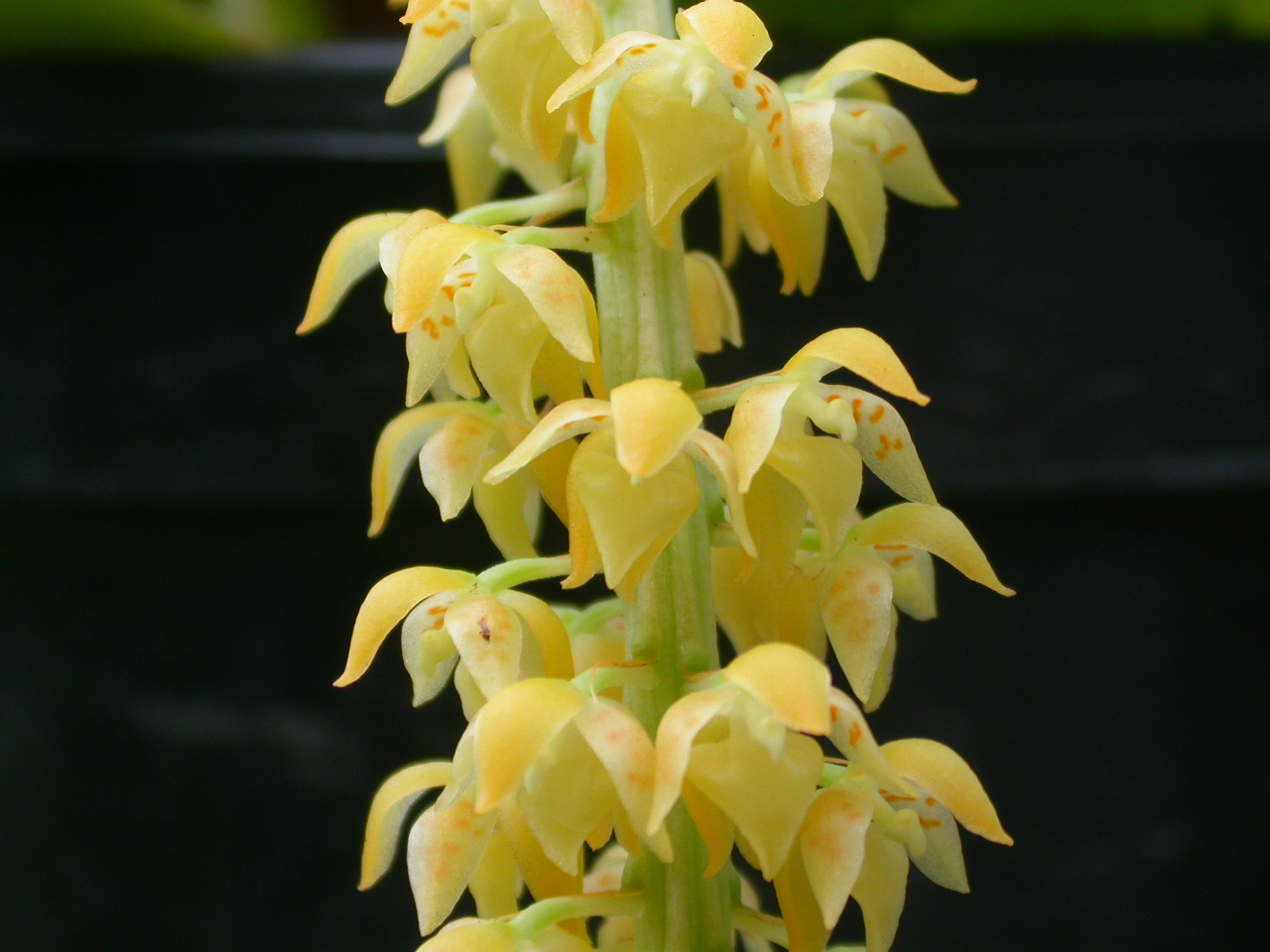

## Dottertaxa tillNotylia, i alfabetisk ordning[1]
- Notylia albida
- Notylia angustifolia
- Notylia arachnites
- Notylia aromatica
- Notylia barkeri
- Notylia bernoullii
- Notylia bisepala
- Notylia brenesii
- Notylia buchtienii
- Notylia bungerothii
- Notylia carnosiflora
- Notylia durandiana
- Notylia ecuadorensis
- Notylia flexuosa
- Notylia fragrans
- Notylia glaziovii
- Notylia guatemalensis
- Notylia hemitricha
- Notylia incurva
- Notylia inversa
- Notylia koehleri
- Notylia lankesteri
- Notylia latilabia
- Notylia laxa
- Notylia lehmanniana
- Notylia leucantha
- Notylia longispicata
- Notylia lyrata
- Notylia micrantha
- Notylia microchila
- Notylia morenoi
- Notylia nemorosa
- Notylia obtusa
- Notylia odontonotos
- Notylia orbicularis
- Notylia panamensis
- Notylia parvilabia
- Notylia pentachne
- Notylia peruviana
- Notylia pittieri
- Notylia platyglossa
- Notylia pubescens
- Notylia punctata
- Notylia punoensis
- Notylia replicata
- Notylia rhombilabia
- Notylia rimbachii
- Notylia sagittifera
- Notylia stenantha
- Notylia stenoglossa
- Notylia sylvestris
- Notylia tamaulipensis
- Notylia tapirapoanensis
- Notylia trisepala
- Notylia venezuelana
- Notylia yauaperyensis